# Blackhole
Blackhole je česká nezávislá videohra vyvinutá studiem FiolaSoft Studio. Jedná se o animovanou hardcore 2D plošinovku s logickými prvky. Hra vyšla 7. února 2015 pro Windows skrze distribuční platformu Steam. Dne 11. května 2015 byla vydána pro OS X a Linux taktéž na Steamu. Na konzolích PlayStation 4 a Xbox One vyšla 8. srpna 2017.
Na česko-slovenském dabingu hry se podíleli převážně známí youtubeři, anglickou verzi dabingu měli na starost profesionální dabéři.

## Příběh
V roce 2121 ohrožují planetu Zemi černé díry, proto byl sestaven tým, který je měl uzavírat. Uzavírání poslední z těchto děr se ale příliš nepovedlo a díra celý tým vcucla. Nyní přichází na scénu hlavní hrdina (ten byl do této chvíle pouhým nosičem kávy), který se společně s umělou inteligencí Auriel objevuje na Entitě – objektu připomínajícím planetu. Zde musí sbírat tak zvané „Selfburny“, což je látka, která obsahuje nanoboty, kteří dokáží opravit vesmírnou loď Endera, ale také součástky, které jim chybí.

## Obsazení

### České a slovenské
| Martin Malý     | Ati            |
| Matej Slazansky | Selassie       |
| NejFake         | Tajemný        |
| Martin Rota     | Skelet         |
| Šimon Vojta     | Smusa          |
| Zuzana Cinková  | Auriel         |
| Jakub Váňa      | House          |
| Tomáš Kraucher  | Kapitán Jetsen |
| Martin Rudolf   | Prof. Himmel   |
| Anna Hynešová   | Kurátor        |

### Anglické
| Mark Whitten     | Ati            |
| Blake Swift      | Selassie       |
| Chris Niosi      | Tajemný        |
| Anthony Sardinha | Skelet         |
| Edwyn Tiong      | Smusa          |
| Kira Buckland    | Auriel         |
| Martin Billany   | House          |
| River Kanoff     | Kapitán Jetsen |
| Devon Talbott    | Prof. Himmel   |
| Marissa Lenti    | Kurátor        |

## Vydání
Hra měla původně vyjít v září 2014, několikrát však byla odložena. Nakonec vyšla 27. února 2015 pro osobní počítače s Windows skrze distribuční platformu Steam. Na Steamu byla 11. května téhož roku vydána verze hry pro systémy OS X a Linux.
Dne 8. srpna 2017 vyšla hra na konzolích PlayStation 4 a Xbox One, a to v kompletní edici se všemi datadisky.

### Stahovatelný obsah
Testovací laboratoř je první DLC, které bylo vydáno 19. května 2015. Příběhově se odehrává před původní hrou. Další rozšíření je bezplatné a vyšlo pod názvem Tajemství Entity 13. července téhož roku. Do hry přineslo dvanáct nových úrovní odehrávajících se po konci původní hry. Dne 15. června 2016 vyšla na osobních počítačích kompletní edice hry Blackhole: Complete Edition. Kromě základní hry a prvních dvou DLC obsahuje např. nové úrovně a datadisk Challenge Vault.
V roce 2017 byl oznámen vývoj spin-offu hry s názvem Blackhole: Last Mission, jenž měl být původně vydán pro mobilní telefony s Androidem a iOS a pro Windows. V roce 2021 však bylo odhaleno, že došlo k ukončení vývoje titulu na mobilních zařízeních z důvodu špatného ovládání. Spin-off by tak měl být vydán pouze na počítacích, a to v podobě DLC zdarma do základní hry.

## Přijetí
| Agregátor  | Skóre  |
| ---------- | ------ |
| Metacritic | 82/100 |

| Udělil        | Skóre  |
| ------------- | ------ |
| Destructoid   | 9/10   |
| Nintendo Life | [ 14 ] |

Hra Blackhole obdržela na stránce Metacritic pozitivní recenze. Časopis Level ji ohodnotil třemi body z pěti a herní web Games.cz ji udělil hodnocení 7/10, přičemž jí vyčetl poměrně vysokou obtížnost a jednoduchost zaměřenou zejména na hopsání než na logické hádanky.